# Джерело № 2 (Нижнє Селище)
Джерело № 2 — гідрологічна пам'ятка природи місцевого значення. Об'єкт розташований на території Хустського району Закарпатської області, с. Нижнє Селище, урочище «Діброва-Хрещатик».
Площа — 0,5 га, статус отриманий у 1984 році.